# Trophée du joueur par excellence en séries de la LHOu
Le Trophée du joueur par excellence en séries de la LHOu (en anglais : WHL Playoffs Most Valuable Player) est un trophée de hockey sur glace remis annuellement depuis 1992 au joueur par excellence des séries éliminatoires de la Ligue de hockey de l'Ouest.
Depuis sa création, le trophée fut connu sous différente appellation, tous relié à un commanditaire, il porte actuellement le nom de trophée AirBC.

## Gagnant du trophée
| Saison    | Récipiendaire     | Équipe                   |
| --------- | ----------------- | ------------------------ |
| 1991-1992 | Jarrett Deuling   | Blazers de Kamloops      |
| 1992-1993 | Andrew Schneider  | Broncos de Swift Current |
| 1993-1994 | Steve Passmore    | Blazers de Kamloops      |
| 1994-1995 | Nolan Baumgartner | Blazers de Kamloops      |
| 1995-1996 | Bobby Brown       | Wheat Kings de Brandon   |
| 1996-1997 | Blaine Russell    | Hurricanes de Lethbridge |
| 1997-1998 | Brent Belecki     | Winterhawks de Portland  |
| 1998-1999 | Brad Moran        | Hitmen de Calgary        |
| 1999-2000 | Dan Blackburn     | Ice de Kootenay          |
| 2000-2001 | Shane Bendera     | Rebels de Red Deer       |
| 2001-2002 | Duncan Milroy     | Ice de Kootenay          |
| 2002-2003 | Jesse Schultz     | Rockets de Kelowna       |
| 2003-2004 | Kevin Nastiuk     | Tigers de Medicine Hat   |
| 2004-2005 | Shea Weber        | Rockets de Kelowna       |
| 2005-2006 | Gilbert Brule     | Giants de Vancouver      |
| 2006-2007 | Matt Keetley      | Tigers de Medicine Hat   |
| 2007-2008 | Tyler Johnson     | Chiefs de Spokane        |
| 2008-2009 | Tyler Myers       | Rockets de Kelowna       |
| 2009-2010 | Martin Jones      | Hitmen de Calgary        |
| 2010-2011 | Nathan Lieuwen    | Ice de Kootenay          |
| 2011-2012 | Laurent Brossoit  | Oil Kings d'Edmonton     |
| 2012-2013 | Ty Rattie         | Winterhawks de Portland  |
| 2013-2014 | Griffin Reinhart  | Oil Kings d'Edmonton     |
| 2014-2015 | Leon Draisaitl    | Rockets de Kelowna       |
| 2015-2016 | Nolan Patrick     | Wheat Kings de Brandon   |
| 2016-2017 | Mathew Barzal     | Thunderbirds de Seattle  |
| 2017-2018 | Glenn Gawdin      | Broncos de Swift Current |
| 2018-2019 | Ian Scott         | Raiders de Prince Albert |
| 2019-2020 | Non décerné       | Non décerné              |
| 2020-2021 | Non décerné       | Non décerné              |
| 2021-2022 | Kaiden Guhle      | Oil Kings d'Edmonton     |
| 2022-2023 | Thomas Millic     | Thunderbirds de Seattle  |
| 2023-2024 | Denton Mateychuk  | Warriors de Moose Jaw    |
| 2024-2025 | Harrison Meneghin | Tigers de Medicine Hat   |